# Johan Petro
Johan Petro (nacido el 27 de enero de 1986 en París, Francia) es un exjugador de baloncesto francés que disputó 8 temporadas en la NBA. Con 2,13 metros de altura jugaba de pívot.

## Carrera
De 2003 hasta 2005 jugó en el Élan Béarnais Pau-Orthez, ganando en su primer año la liga francesa.
Petro fue seleccionado por Seattle SuperSonics en la 25ª posición del Draft de la NBA de 2005. En su primera campaña en la liga jugó 68 partidos, 41 de ellos de titular, promediando 5,2 puntos y 4,4 rebotes por encuentro. En su segunda temporada jugó esta vez 81 partidos, aumentando moderadamente su promedio anotador, con 6,2, y 4,1 rebotes.
Tras casi cuatro temporadas en Seattle (la última de ellas ya en Oklahoma), el 7 de enero de 2009, Petro es traspasado a Denver Nuggets a cambio de Chucky Atkins.
El de julio de 2010, firma un contrato de 3 años y $10 millones con New Jersey Nets.
En julio de 2012, fue traspasado a Atlanta Hawks junto con Jordan Farmar, Anthony Morrow, Jordan Williams, DeShawn Stevenson y una elección de primera ronda del draft de 2013 a cambio de Joe Johnson.
En agosto de 2013, aceptó un contrato de un año con los Zhejiang Guangsha. Abandono el equipo en enero de 2014.
En febrero de 2014, regresó a Francia y firmó con CSP Limoges. En junio de 2014, Petro anunció que detendrá su carrera indefinidamente para curar su espalda en Florida.
Tras recuperarse, el 28 de febrero de 2015, Petro decide firmar con los Mets de Guaynabo de la Baloncesto Superior Nacional de Puerto Rico. El 14 de abril, se marcha del club.
El 2 de febrero de 2016, firma con los Leones de Ponce, también de Puerto Rico. Para luego recalar en los Cangrejeros de Santurce.
El 24 de febrero de 2017, Petro firma con los Sioux Falls Skyforce de la NBA G League. Pero el 23 de marzo es cortado.

## Selección nacional
Fue campeón con la selección absoluta francesa en el Eurobasket 2013.

## Estadísticas de su carrera en la NBA

### Temporada regular
| Año     | Equipo        | PJ  | PT  | MPP  | %TC  | %3P   | %TL  | RPP | APP | ROB | TPP | PPP |
| ------- | ------------- | --- | --- | ---- | ---- | ----- | ---- | --- | --- | --- | --- | --- |
| 2005-06 | Seattle       | 68  | 41  | 18.9 | .510 | .000  | .627 | 4.4 | .2  | .4  | .8  | 5.2 |
| 2006-07 | Seattle       | 81  | 13  | 18.6 | .516 | .000  | .649 | 4.1 | .6  | .5  | .6  | 6.2 |
| 2007-08 | Seattle       | 72  | 28  | 18.2 | .419 | .000  | .736 | 5.1 | .4  | .5  | .6  | 6.0 |
| 2008-09 | Oklahoma City | 22  | 12  | 18.2 | .407 | .000  | .667 | 4.3 | .3  | .7  | .2  | 4.6 |
| 2008-09 | Denver        | 27  | 10  | 8.1  | .429 | .000  | .429 | 2.3 | .4  | .1  | .4  | 2.2 |
| 2009-10 | Denver        | 36  | 16  | 12.1 | .535 | .000  | .429 | 3.6 | .4  | .3  | .4  | 3.4 |
| 2010-11 | New Jersey    | 77  | 1   | 11.6 | .445 | .000  | .536 | 2.8 | .6  | .4  | .4  | 3.5 |
| 2011-12 | New Jersey    | 59  | 10  | 15.6 | .419 | 1.000 | .838 | 3.8 | .8  | .4  | .4  | 4.2 |
| 2012-13 | Atlanta       | 31  | 8   | 11.4 | .436 | .250  | .917 | 3.6 | .5  | .3  | .3  | 3.5 |
| Total   | Total         | 473 | 139 | 15.4 | .462 | .154  | .678 | 3.9 | .5  | .4  | .5  | 4.7 |

### Playoffs
| Año   | Equipo  | PJ | PT | MPP  | %TC  | %3P  | %TL  | RPP | APP | ROB | TPP | PPP |
| ----- | ------- | -- | -- | ---- | ---- | ---- | ---- | --- | --- | --- | --- | --- |
| 2009  | Denver  | 10 | 0  | 2.6  | .222 | .000 | .625 | .6  | .1  | .0  | .1  | .9  |
| 2010  | Denver  | 6  | 1  | 7.5  | .545 | .000 | .500 | 1.8 | .2  | .2  | .5  | 2.2 |
| 2013  | Atlanta | 6  | 4  | 16.8 | .519 | .000 | .500 | 3.7 | .7  | .2  | .7  | 4.8 |
| Total | Total   | 22 | 5  | 7.8  | .468 | .000 | .583 | 1.8 | .3  | .1  | .4  | 2.3 |